# دستور الصومال
الدستور المؤقت لجمهورية الصومال الفيدرالية ( (بالصومالية: Dastuurka Jamhuuriyadda Federaalka Soomaaliya)‏ ) هو القانون الأعلى في الصومال . يوفر الأساس القانوني لوجود الجمهورية الاتحادية ومصدر للسلطة القانونية. يحدد حقوق وواجبات المواطنين ، ويحدد هيكل الحكومة . تم اعتماد الدستور المؤقت في 1 أغسطس 2012 من قبل الجمعية الوطنية الدستورية في مقديشو ، بنادير .
ينص الدستور الصومالي المؤقت على نظام حكم برلماني ، مع رئيس الصومال كرئيس للدولة ورئيس وزراء مختار كرئيس للحكومة . وتشهد البلاد من مجلسين التشريعي، الذي يتكون من مجلس الشيوخ (مجلس الشيوخ) ومجلس الشعب (مجلس النواب). يشكلون معًا البرلمان الفيدرالي للصومال .

## الدساتير السابقة
في 20 يونيو 1961 ومن خلال استفتاء شعبي ، صادق الشعب الصومالي على دستور جديد ، تمت صياغته لأول مرة في عام 1960. نص دستور عام 1961 على الديمقراطية البرلمانية ، حيث يتم اختيار رئيس الوزراء ومجلس الوزراء (مجلس الوزراء) من أعضاء الهيئة التشريعية. كما انتخب المجلس التشريعي رئيس الدولة أو رئيس الجمهورية.

### جمهورية الصومال الديمقراطية
في عام 1969 ، بعد اغتيال الرئيس الصومالي الثاني ، عبد الرشيد علي شرماركي ، قام الجيش بانقلاب في 21 أكتوبر (اليوم التالي لجنازة شرماركي) ، وتولى السلطة. المجلس الثوري الأعلى (بالإنجليزية: Supreme Revolutionary Council)‏ الذي تولى السلطة كان بقيادة اللواء محمد سياد بري . أصبح بري بعد ذلك بوقت قصير رئيسًا لهيئة الهلال الأحمر السوداني. بعد ذلك ، أعاد المجلس الأعلى لإعادة تسمية البلد باسم جمهورية الصومال الديمقراطية ،  اعتقل أعضاء في الحكومة السابقة ، وحظر الأحزاب السياسية ،  وحل البرلمان والمحكمة العليا ، وعلق الدستور.
تم التصديق على دستور جديد في 25 أغسطس 1979 من خلال استفتاء شعبي أجريت بموجبه انتخابات مجلس الشعب. ومع ذلك ، استمر المكتب السياسي للحزب الاشتراكي الثوري الصومالي بزعامة بري في الحكم. نص دستور عام 1979 على نظام رئاسي يعمل بموجبه الرئيس كرئيس للدولة ورئيس للحكومة. كرئيس للحكومة ، اختار الرئيس أعضاء مجلس الوزراء الذي ترأسه. دعا دستور 1979 في البداية إلى انتخاب الرئيس لمدة ست سنوات قابلة للتجديد بأغلبية ثلثي أصوات المجلس التشريعي. بعد الإطاحة ببري ، دعت الحكومة المؤقتة إلى دستور جديد ليحل محل وثيقة 1979 التي كانت قانون الأرض وقت الإطاحة به.

## جمهورية الصومال الفيدرالية

### المؤسسات الدستورية
يعزز دستور جمهورية الصومال الفيدرالية حقوق الإنسان ، وسيادة القانون ، والمعايير العامة للقانون الدولي ، والعدالة ، والحكومة التشاركية والاستشارية الشاملة ، والفصل بين السلطات التشريعية والتنفيذية والقضائية المستقلة ، من أجل ضمان المساءلة والكفاءة والاستجابة لمصالح الناس.
جمهورية الصومال الفيدرالية هي دولة اتحادية ذات نظام شبه رئاسي ، حيث يقع جزء كبير من السلطة التنفيذية في يد رئيس الوزراء .

#### رئاسة
الرئيس الفيدرالي الصومالي هو رأس الدولة . السلطات الرئاسية لرئيس الدولة بعيدة المدى ويتم تنفيذها وفقاً للدستور والقوانين الأخرى لجمهورية الصومال الفيدرالية. وتشمل هذه الصلاحيات تعيين رئيس السلطة التنفيذية (رئيس الوزراء) ، والعمل كقائد أعلى للقوات المسلحة وإعلان حالة الطوارئ والحرب .

#### السلطة التنفيذية
تناط السلطة التنفيذية للحكومة الفيدرالية بمجلس الوزراء الاتحادي. رئيس الوزراء هو رأس الحكومة . يرأسون مجلس الوزراء الاتحادي المكون من وزراء معينين بناء على اقتراح رئيس الوزراء. يتم انتخاب رئيس الوزراء لولاية كاملة مدتها 4 سنوات ولا يمكن إقالته إلا من قبل البرلمان بانتخاب خلف له في تصويت بحجب الثقة.

#### الفرع القضائي
السلطة القضائية للجمهورية الاتحادية منوطة بالمحاكم. السلطة القضائية مستقلة عن السلطتين التشريعية والتنفيذية للحكومة أثناء قيامها بوظائفها القضائية. يمكن أن تعلن أن القوانين لاغية وباطلة إذا كانت تنتهك الدستور الاتحادي.

#### السلطة التشريعية
الهيئة الرئيسية للسلطة التشريعية هي البرلمان الصومالي المكون من مجلسين ، البرلمان الاتحادي ، الذي يسن التشريعات الفيدرالية باستثناء القوانين المتعلقة بالميزانية السنوية . لكل عضو في البرلمان الاتحادي الحق في المبادرة بالتشريع ، كما يفعل مجلس الوزراء. يتألف مجلس النواب من 275 نائبا ، بينما يتألف مجلس الشيوخ من 54 نائبا.

## هيكل المحكمة الوطنية
يتكون هيكل المحكمة الوطنية من:
- المحكمة الدستورية
- المحاكم على مستوى الحكومة الاتحادية
- المحاكم الاتحادية على مستوى الدولة العضو

## روابط خارجية
- دستور مؤقت (تم اعتماده في 1 أغسطس 2012)